# 比奥特
比奥特（法語：Biot，法語發音：[bjɔt]）是法国滨海阿尔卑斯省的一个市镇，位于该省南部，属于格拉斯区。

## 地名
该地名“Biot”发音为[bjɔt]，字母“t”发音，《世界地名翻译大辞典》与《世界地名译名词典》将其误译作“比奥”。

## 地理
比奥特（43°37'43"N, 7°5'44"E）面积15.54 平方千米，位于法国普罗旺斯-阿尔卑斯-蓝色海岸大区滨海阿尔卑斯省，该省份为法国东南部沿海省份，南濒地中海，西南至瓦尔省，西北接上普罗旺斯阿尔卑斯省，北部和东部与意大利接壤。
与比奥特接壤的市镇（或旧市镇、城区）包括：昂蒂布、瓦尔博讷、卢贝新城。

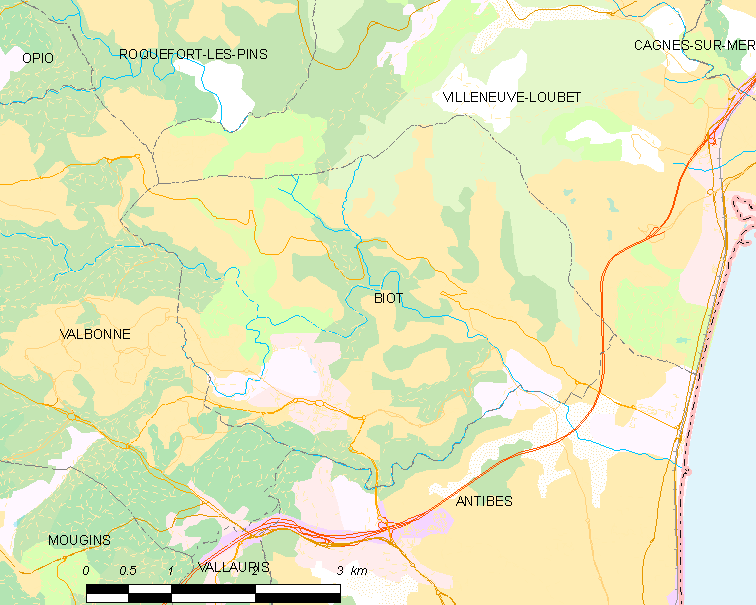
比奥特的OSM定位图

比奥特的时区为UTC+01:00、UTC+02:00（夏令时）。

## 行政
比奥特的邮政编码为06410，INSEE市镇编码为06018。

## 政治
比奥特所属的省级选区为昂蒂布第三县。

## 人口

1962-2008年间比奥特人口变化图示

比奥特于2022年1月1日时的人口数量为10196人。

## 友好城市
- 義大利 韦尔南泰